# Филипп (Новиков)
Митрополит Фили́пп (в миру И́горь Никола́евич Но́виков; 17 июля 1973, Старая Купавна, Московская область) — епископ Русской православной церкви, митрополит Сыктывкарский и Коми-Зырянский.

## Биография
Родился 17 июля 1973 года в городе Старая Купавна Ногинского района Московской области в семье рабочих. Крещён в детстве.
В 1988 году окончил среднюю школу города Старая Купавна, в 1992 году окончил Купавинский химико-технологический техникум и поступил в Московскую духовную семинарию.
В 1993—1994 годах проходил срочную службу в Красноярске.
15 июля 1996 года епископом Новосибирским и Бердским Сергием (Соколовым) пострижен в монашество с именем Филипп в честь святителя Филиппа, митрополита Московского.
16 июля 1996 года рукоположён в сан иеродиакона, а 18 июля — во иеромонаха. В том же году переведён на заочное отделение Московской духовной семинарии и направлен в Новосибирскую епархию.
12 августа 1996 года назначен штатным клириком Вознесенского кафедрального собора города Новосибирска.
В 1997 году окончил Московскую духовную семинарию.
8 сентября 1997 года назначен настоятелем храма во имя св. мч. Евгения города Новосибирска.
18 февраля 1998 года награждён наперсным крестом.
1 июня 1998 года назначен благочинным Центрального областного округа Новосибирской епархии.
6 октября 1999 года решением Священного Синода РПЦ назначен наместником мужского монастыря во имя св. мч. Евгения в Новосибирске с возведением в сан игумена.
В 1999 году награждён Патриаршей грамотой за участие в миссионерской поездке на корабле-церкви «Святой Андрей Первозванный».
6 марта 2001 года назначен членом епархиального совета Новосибирской епархии.
23 марта 2001 года монастырь мученика Евгения был переведён в храм Архистратига Михаила города Новосибирска. Решением Священного Синода от 27 марта 2007 года обитель переименована в монастырь во имя святого Иоанна Предтечи.
В 2007—2009 годах обучался в Киевской духовной академии.
25 апреля 2007 года награждён палицей.
22 октября 2008 года назначен председателем отдела по духовному окормлению детей-сирот и детей инвалидов Новосибирской епархии.
13 марта 2011 года вручён игуменский посох.
27 июля 2011 года утверждён в должности настоятеля (священноигумена) Иоанно-Предтеченского мужского монастыря.

### Архиерейство
28 декабря 2011 года решением Священного Синода РПЦ избран епископом Карасукским и Ордынским.
19 января 2012 года в Вознесенском кафедральном соборе Новосибирска митрополитом Новосибирским и Бердским Тихоном (Емельяновым) возведён в сан архимандрита.
24 февраля 2012 года в Богоявленском кафедральном соборе города Москвы состоялось наречение архимандрита Филиппа (Новикова) во епископа Карасукского и Ордынского.
11 марта 2012 года в Покровском Хотькове монастыре хиротонисан во епископа. Хиротонию совершили: Патриарх Московский и всея Руси Кирилл, митрополит Саранский и Мордовский Варсонофий (Судаков), митрополит Новосибирский и Бердский Тихон (Емельянов), архиепископ Сергиево-Посадский Феогност (Гузиков), епископ Дмитровский Феофилакт (Моисеев), епископ Солнечногорский Сергий (Чашин), епископ Карагандинский и Шахтинский Севастиан (Осокин, епископ Петропавловский и Камчатский Артемий (Снигур), епископ Салехардский и Ново-Уренгойский Николай (Чашин), епископ Арсеньевский и Дальнегорский Гурий (Фёдоров), епископ Искитимский и Черепановский Лука (Волчков).
24 июля 2025 года решением Священного Синода РПЦ назначен епископом Сыктывкарским и Коми-Зырянским, главой новообразованной Сыктывкарской митрополии.

## Награды
- Орден Преподобного Серафима Саровского III степени (17 июля 2023) — во внимание к заслугам и в связи с 50-летием со дня рождения[9]